# 互不侵犯原則
互不侵犯原則，又稱為互不侵略原則、零侵略原則、反強迫原則，是一種自由意志主義運動的義務論倫理學道德立場。這個原則主張，任何先行的「侵犯」—亦即先行使用暴力、或威脅使用暴力侵犯他人的人身或財產的舉動—都是註定沒有正當性的。這個原則並沒有排除防禦和反擊他人先行侵略的自衛行為。
互不侵犯原則通常包括了財產作為個人的一部分，侵犯個人的財產便等於侵犯他的身體。因此，這個原則反對竊盜、謀殺、和詐騙。而當套用至政府上時，許多人以這個原則反對政府徵收稅賦和徵兵等政策。
美國自由黨和許多自由意志主義者將這個原則視為是所有自由意志主義思想的必要宗旨，雖然並非所有自由意志主義者都這樣認為。這個原則可以取自於許多不同的哲學理論，包括了自然法、功利主义、利己主義、和客觀主義。穆瑞·羅斯巴德從自我所有權的概念上衍生出這個原則。艾茵·蘭德則將這個原則衍生自人生存的權利上。不過，一些人則是純粹出於個人喜好而支持這個原則。
穆瑞·羅斯巴德對此寫道：
「自由意志主義理論的中心原則，便是主張任何人都不可以威脅或使用暴力侵犯其他人的人身或財產。暴力只有在防禦和反擊其他人先行侵犯時才能正當使用。簡而言之，任何對於沒有進行侵犯行為的人所施加的暴力都是不正當的。這裡就是整個自由意志主義理論的基本原則。」

## 歷史背景
互不侵犯原則的起源至少可以追溯回约翰·洛克，洛克主張人們都有權選擇自己的行動，只要他們沒有侵犯到任何其他人的同等權利。
在歷史上，互不侵犯原則取代了赫伯特·斯宾塞所提出的一個稱為同等自由定律的早期原則，亦即：「所有人都有自由做出任何他想做的事，只要以不侵犯到他人的同等自由為限。」
這個同等自由的概念又可以追溯回更早的自由主義思想家，例如玛丽·沃斯通克拉夫特在《男權辯護》（1790）中寫道：「人類與生俱來的權利...便是自由的程度—公民和宗教的自由，只要其自由能與其他擁有同樣權利的個人的自由相並存，這樣的自由便是依然有效的。」
约翰·斯图尔特·密尔提出的傷害原則則指出：「只有在自我保護的目的下，個人或群體才能對其他人類的自由行為做出干涉。只有在阻止一個人傷害其他人的目的下，才能正當的阻止其他文明社會成員的自由意圖。」

## 批評
互不侵犯原則面臨的批評可以分為三種：第一種主張這個原則是不道德的，第二種主張這個原則在實踐上會產生矛盾，第三種則主張這個原則的解釋是太過含糊不清而無法實踐的。

### 道德批評
對互不侵犯原則的道德批評是根基於後果主義的伦理学—通常是功利主義。他們主張互不侵犯原則是不道德的，因為它反對了所有先行使用的暴力，即使這種暴力會達成最好的結果亦然。舉例而言，面臨可以殺掉一個人而拯救一百萬人性命的選擇時。他們主張互不侵犯原則反對殺掉那個人，而卻會導致一百萬人死亡。
然而對互不侵犯原則而言這種情況卻是不可能發生的，因為沒有人能夠預知未來（如果一百萬人塗炭的威脅已經近在眼前，殺掉那個人並不會違反互不侵犯原則，否則這種批評便必須保證預知未來的能力），不過互不侵犯原則的反對者也常提出一些更普遍的困境（例如選擇沒收富人的一部份財產、或是坐視窮人餓死）。
在另一方面，也有一些自由意志主義者根基於功利主義上而支持互不侵犯原則，那種形式的功利主義通常被稱為常規功利主義（英語：Rule Utilitarianism）。這些功利主義者認為違反互不侵犯原則可能有時會達成最好的結果，但主張這些情況太過稀少，也因此認為維持互不侵犯原則依然是最好的選擇。這種理論通常認為既然個人都是不完美的，如果個人必須在人際間的各種互動上都依據自己的功利計算行事，他們將會經常犯下錯誤。也因此，常規功利主義者主張互不侵犯原則作為一般法則，以此將不良的結果最小化（同時也能省去個人必須在日常生活中不斷進行功利計算、決定是否要先行暴力侵犯的麻煩）。

### 矛盾性批評
第二種批評則聚焦於在現實生活的衝突裡判斷是誰先行動用暴力的困難性。通常衝突中的雙方都會宣稱是對方「先動手的」。有時候情況很明顯是哪一方先行使用暴力—例如當小偷偷走了一個人的錢包時。但其他情況通常都更為複雜，舉例而言，某一方可能威脅了先行使用暴力，結果真正先行使用暴力的卻是來自另一方的自衛反擊，又或者衝突在很久以前便已開始醞釀，導致沒有人記得是誰先動手的了。戰爭便是特別難以分辨的例子，因為很少有國家會承認是自己先行使用了暴力侵略他國。美國在2003年入侵伊拉克便是例子之一，尤其這場戰爭也是許多自由意志主義者的爭論焦點。一些人認為美國政府對伊拉克先行使用了暴力，一些人則認為美國政府只不過是報復一個違反了和平協議（在海湾战争結束時簽訂的停火協議）的獨裁國家罷了。
另一個版本的批評則來自於自由社會主義（英語：Libertarian Socialism）和其他人，他們認為目前幾乎所有地球上的土地都是在歷史上某段時期被偷走的（例如透過先行使用暴力獲得）。偷走的土地又被不斷買賣和繼承直到今天的所有人。也因此他們主張對於土地的財產權都是根基於先行使用暴力上。支持這些論點的一些人也宣稱，對於自然資源的私人財產權本身便是先行使用暴力的行為。一些人則主張由於所有產品的生產都需要自然資源，因此對於所有產品的私人財產權都是根基在暴力上的。
自由意志主義者則會反擊道：「是誰先開始的？」主張在判斷先行使用暴力者上的困難，不等於我們不該停止進行這種行為。否則，還有什麼更好的選擇呢？
自由意志主義者也通常會以一種稱為「水在橋下」（英語：Water Under the Bridge）的悖論反擊：過去的先行侵犯不能被回溯，而那些發生在很久很久之前的盜竊行為沒有理由不該被忽略—因為那對於當今人們的生活已經沒有關係了。不過這種回覆也常會引發更多前後矛盾的批評，因為那意味著當前財產的和平佔有能正當化過去的盜竊，而要判斷財產權正當化的時間則需要一個時間判斷基準，批評者認為這種判斷基準是不存在的。
知名的自由意志主義者（也是無政府資本主義者）穆瑞·羅斯巴德主張當前美國西南方的很大一部分財產都應該歸還給原先的正當所有人，亦即那些在美墨戰爭前便已依據墨西哥法律擁有財產的人，雖然他也認為這個例子在歷史上相當獨特。
另一種回覆則根基於是否有證據證明財產最初所有人上。亦即：如果當前死者的子孫，能夠認出並證實其祖先被先行使用暴力而失去的財產，那麼當前的所有人便必須歸還那個財產。這種理論又類似於現代法律的无罪推定原则，亦即當前財產的所有人都應該被視為正當的，直到能被證明不正當為止。

### 含糊不清批評
除了以上兩種批評外，自由意志主義者對於互不侵犯原則的解釋方式通常也會引起爭議。更具體的說，自由意志主義者認為稅賦是一種政府的先行侵犯，不過，除非他們是屬於最徹底而激進的自由意志主義流派，一些人也會認為稅賦是「必要的邪惡」。他們可能會主張由於搭便车问题，光靠自願的方式不可能籌取到足夠的資源維持防衛機構（如警察軍隊）以保護個人自由。也因此，他們會接受最小程度的稅賦，只要這種稅賦的目標是僅以保護個人的自由免受侵犯為限（免受個人或政府的侵犯）。
而另一方面，無政府的自由意志主義者（個人無政府主義和無政府資本主義）則嚴格奉行互不侵犯原則，主張個人的安全應該由自願支付的私人防衛機構維持，而非透過強迫性的稅賦。無論是無政府資本主義者或自由意志主義的批評者通常都會同意的一點是，如果完全接受互不侵犯原則，國家將沒有半點存在的空間。無政府資本主義者常用這個論述來說服其他溫和派的自由意志主義者，而自由意志主義的批評者則批評完全的互不侵犯原則將會導致無政府狀態—只不過與前者不同的是，他們在觀念上將無政府狀態當成了貶抑詞。

#### 社會契約
有些人對於互不侵犯原則的批評則是根基於社會契約理論上的。更具體的說，大多數社會契約的支持者會認為稅賦只不過是契約的費用，而政府收集稅賦則是扮演著代理人的角色，代表社會上的成員的一些共同利益。然而，赫伯特·斯宾塞則主張道：「如果所有人都有自由做出任何他想做的事，只要以不侵犯到他人的同等自由為限，那麼他也有自由取消與國家的連結—放棄國家提供的保護並拒絕繼續支付保護費用。毋庸置疑的是他根本沒有違反任何其他人的自由，他的立場是消極的，也不可能是侵略性的。同樣毋庸置疑的是，由於公民權牽涉到稅賦的繳納，他不該被強迫繼續參與這樣一個政治公司，否則便是違反了互不侵犯的道德法則；而違背一個人的意願、奪走他的財產便是對於他的權利的侵犯」。社會契約論的支持者認為若是一個人選則留在國家的境內，一個人便有義務參與那裡的「社會契約」。反駁者有時會指出人們通常沒有這樣的選擇，因為他們沒有脫離的可能性，離開國家可能是相當困難而且需要極大犧牲的，尤其是在國家控制邊界的情況下（透過邊界守衛、警犬、和圍牆）。另一種回覆則認為契約必須是出於自願，也因此國家的法律是不正當的。這種論點認為，一個國家就如同黑手党一般，代表人們有繳納保護費的「自由」、但他們依然是受到強迫的。其他自由意志主義者則指出，只要世界上的所有土地依然是由國家所掌管，一個人便不可能脫離與某個國家的契約，也因此根本沒有脫離社會契約的可能存在，除非一個人打算住在海上。
除此之外，就如同互不侵犯原則一樣，社會契約本身是否存在依然有極大爭議，許多不同的政治立場和意識形態都有不同看法。許多自由意志主義者認為契約若是沒有經過各方的自願同意便是沒有正當性的。美國個人無政府主義者萊桑德·斯波納便是這種觀點的支持者，他並且將互不侵犯原則根基於自然法上。斯波納主張在事實上政府會向那些拒絕繳納稅賦的人施加暴力，也因此任何要求繳納稅賦的社會契約都是不正當的，因為契約只有在沒有強迫力量牽涉的情況下才能正當成立（亦即它們必須是出於自願的）。

## 美國自由意志黨誓言
美國自由意志黨在其入黨申請書上（页面存档备份，存于），要求所有入黨的人都必須簽下一份互不侵犯原則的誓言：
我不認同或支持以先行使用暴力的方式來達成政治或社會目標。

## 外部連結
- The Ethics of Liberty - PDF（页面存档备份，存于）
- 互不侵犯原則 由 Walter Block 著, LewRockwell.com